# 張崇德
張崇德（1971年10月21日—），男，香港歌手、音樂人教室（MMP集團）總裁及校長、基督教基立聖工學院前副院長。他是香港藝人之家成員之一，妻子為藝人劉美娟。

## 背景

### 早年生活
張崇德早年在新界沙田大圍及美孚新邨成長，在校時是游泳校隊成員，曾在校內為期1天的水運會中取得7金1銀的游泳成績。另一方面參加校內外的歌唱比賽。他就讀民生書院幼稚園、民生書院小學和民生書院，讀書成績較佳。1987年完成中四課程後負笈海外，到加拿大萬錦市Unionville High School與士嘉堡Dr. Norman Bethune Collegiate Institute修讀中五至中七年級（Grade 11-13），再以17歲之齡提早修畢中學學位，決定於滑鐵盧大學主修當年社會流行的電腦科學、副修聲樂。當時張氏一家移民加拿大多倫多生活。讀高中至大學期間，他們二人在當地的歌唱比賽獲得多個獎項，而且在華人超級市場和薄餅店當兼職員工，負責搬運貨物及打雜。在校方安排下學生半工讀的情況下，張崇德每年都花一個學期在資訊科技公司如IBM工作，一個學期讀書，1991年完成3年制大學課程。

### 事業發展
1993年，他基於掛念香港的朋友，加上想短暫度假，遂與張崇基回港跟他們團聚，再留在加拿大發展事業。適逢TVB第十二屆新秀歌唱大賽登出廣告，他們組成二重唱組合參加TVB第十二屆新秀歌唱大賽，憑著「認錯」一曲獲得冠軍。不久，無綫電視打算安排他們主唱日本動畫香港版主題曲《龍珠94》，而1990年代華星唱片藝人與製作部高層陳欣健起初認為二重唱在港有發展潛力，所以在很短時間內為二人籌備了唱片《新.生.日》。陳本人則在推出此專輯前跳槽，促使陳的繼任人以低調、缺乏足夠宣傳的方式推出《新.生.日》。
雖然華星高層嘗試在旗下歌手之間製造分化或故意減少投放資源（如不提供藝人褓姆車接送權利）以提高工作效率，張氏兄弟仍在1994年度的樂壇頒獎禮上獲得數個組合獎項。後續的結果是該班華星高層被解僱，張氏兄弟逐漸把工作重心轉移至幕後。因發覺香港二重唱在港的音樂發展不大，張崇德便決定從事幕後工作，通過無綫電視配樂組人員招募加入其中，擔任自由身配樂指導，直至1996年才離開無綫電視。負責過的項目計有為劇集《真情》、《孝感動天》製作配樂、為廣告剪接背景音樂等。同期兼任節目《兒歌新天地》及《完全智力遊戲》的主持，廣告界亦邀請他製作廣告音樂，包括Acura汽車、哈迪斯餐廳、肯德基家鄉雞等廣告。1995年更隨曾志偉擔任電影《四個32A和一個香蕉少年》的副導演。
張崇德於1996年約滿華星唱片；其時公司沒有留意找他續約，因此他不需要履行餘下的2年生約，轉為簽約現代派唱片，到台灣推出唱片兼參與綜藝節目。至1998年現代派唱片倒閉，張崇德回港擔任旅行社「星晨旅遊」代言人2年，以非電視台藝人領隊身份參與無綫電視《星晨旅遊XX真的感受》系列旅遊節目。2002年7月，兄弟二人在伊利沙伯體育館，舉行他們入行9年以來首個演唱會《二人之重唱演唱會2002》，全場座無虛席。2005年，東亞娛樂為他們在紅磡體育館舉行一場演唱會《基會難德》，門票全部售罄。2006年至2009年，張崇德在香港伯特利神學院修讀阿基狄亞大學的神學系課程，2012年修畢柏祺大學的教牧學課程，成為教牧學博士。
自2000年代中期起，他除了在香港的大學及神學院擔任講師之外，亦都在各大企業機構、大學、中小學、幼稚園、教會等主講佈道會、勵志講座以及家長講座。2012至2013年以專欄作家身份於《Lisa味道雜誌》撰寫專欄，也在 healthyd 網站以專家身份撰文。另外，他又擔任多項活動大使，如2013年「香港精神健康月」精神健康大使、「還是愛着你2013夫妻節」大使、亞洲電視 2014「感動香港年度人物評選頒獎禮」感動大使和2015年利民會精神健康大使。又透過創立的音樂人教室（MMP集團）傳授音樂之知識，演員蔡瀚億曾跟他學習聲樂。

### 其他資料
張崇德與張崇基兩兄弟從小各有各唱歌，從未試過合組參賽。1993年的無綫電視第十二屆新秀歌唱大賽是他們首次合作組成一隊參與的比賽。此外，張氏兄弟曾於節目《兄弟幫》中提到二人嘗試過用一些組合名稱往樂壇發展，但是因為幾乎沒有一個名字組合能夠令人記得，所以他們都是用回自己的真正名稱。他們用過的組合名稱包括：無印少年（唱片公司覺得他們的形象帶點日本無印良品的味道）、Zoom（由陳欣健所改）、愛平方（在台灣使用，寓意兩把聲音兩份愛）、GT二崇唱（在台灣使用，GT代表基和德，即二人的名字。「崇」與「重」同音）。此後的另一個組合名稱「基會難德」卻出乎意料地開始被香港人接受，多了些人記得「基會難德」是指他們。

## 家庭生活
2001年與劉美娟結婚，2005年2月19日凌晨，他妻子於聖德肋撒醫院誕下首名兒子張天藍，但兒子出生一天便夭折。事後張崇德與劉美娟二人向醫務委員會投訴負責接生的婦產科醫生蔡明欣及另外一名兒科醫生尹錦明醫療失當。事件拖至2014年5月25日得到裁決，蔡明欣因為4項專業失德罪成而被停牌24個月。而因為未有及時將張天藍轉送公立醫院搶救的尹錦明則脫專業失德罪。
2006年他妻子再度懷孕，2007年2月15日誕下兒子張日希，2008年9月23日再度誕下女兒張日晴。

## 幕前演出

### 演唱會
2002年7月與哥哥張崇基二人在伊利沙伯體育館，舉行他們入行九年以來首個演唱會《二人之重唱演唱會2002》，全場座無虛席。2005年，東亞娛樂為他們在紅館舉行一場演唱會《基會難德》，也是爆滿，令人都跌破眼鏡。
| 日期                        | 演唱會名稱                                 | 場數 | 地點                             |
| 2002年7月27-28日            | 二人之重唱2002                             | 2    | 伊利沙伯體育館                   |
| 2003年12月12-15日           | 二人之重唱2003                             | 4    | 伊利沙伯體育館                   |
| 2005年9月11日               | 基會難德                                   | 1    | 香港體育館                       |
| 2006年12月22-26日           | 2ssential                                  | 5    | 伊利沙伯體育館                   |
| 2009年4月12日-13日          | 基會難德Take it easy                       | 2    | 香港體育館                       |
| 2011年8月12-14日            | 基會難德Sing it up世界巡迴演唱會（香港站） | 3    | 九龍灣國際展貿中心 匯星Star Hall |
| 2012年3月30日               | 基會難德Sing it up世界巡迴演唱會（悉尼站） | 1    | 悉尼市政廳                       |
| 2013年10月20日              | 「基會難德」20周年慈善演唱會               | 2    | 伊利沙伯體育館                   |
| 2015年10月17-18日           | 基會難德演唱會2015                         | 2    | 伊利沙伯體育館                   |
| 2018年11月23-24日           | 基會難德 新．生．日                        | 2    | 伊利沙伯體育館                   |
| 2021年12月31日-2022年1月1日 | 最後的基會難德                             | 2    | 伊利沙伯體育館                   |

### 電影演出
- 1994年：《緣份新天空》
- 1994年：《男兒當入樽》
- 1995年：《真相》
- 1996年：《四個32A和一個香蕉少年》
- 1997年：《抱擁朝陽》
- 2001年：《極度智能》飾 受傷前文仔
- 2001年：《當生命遇上生命》飾 明仔
- 2007年：《耆英先鋒隊》

### 電視劇集 （無綫電視）
- 1995年：《新同居關係》 飾 Sunny
- 1996年：《廉政行動1996》 飾 梁國威（單元五《網中鷹》）

### 綜藝節目
- 1993一96年 兒歌情報站

#### 無綫電視
- 1996年：超級無敵獎門人（第26集）
- 2009年：今日VIP（第33集）
- 2013年：超級無敵獎門人 終極篇（第19集）
- 2014年：香港同胞慶祝中華人民共和國成立六十五週年文藝晚會
- 2015年：Sunday靚聲王（第21、28集）
- 2015年：兄弟幫（第1466、1467集）
- 2016年：夜宵磨
- 2017年：流行經典50強（第7集）
- 2021年：流行經典50年（2021）（第9集）
- 2021年：童你一起長大了（第4集）
- 2022年: 聲夢傳奇2

#### 亞洲電視
- 2008年：樂壇風雲50年
- 2009年：亞洲星光大道1（評判）
- 2010年：亞洲星光大道2（評判）
- 2011年：人氣春晚·唱紅亞洲
- 2014年：529台慶創勢力

#### 其他
- 2011年：Home Sweet Home（Lamb Production Limited、第109集）

## 音樂專輯 / 作品

### 流行曲
| - 1994年8月18日：《新.生.日》 - 1995年：《活出我夢兒》 - 1997年：《愛很久》（國語） - 1998年：《共犯》（國語） - 2001年：《二人之重唱》 - 2002年：《二人之重唱II》 | - 2003年：《二人之重唱III》 - 2005年：《機會難得》 - 2007年：《Duets V》（英語） - 2009年：《Take It Easy（新曲+精選）》 - 2011年：《Sing it Up》（EP） - 2015年：《基會難德 Party Time 二人の創作》（EP） - 2022年：《天長地久》(個人專輯) - 2023年：《最後機會 The Last Chance》最後的基會難德演唱會主題曲(Single) |

### 福音唱片
- 2000年：《上帝聽禱告》(個人專輯)
- 2004年：《尋見真愛》(個人專輯)
- 2005年：《Christmas Duet》（英語聖誕專輯、與張崇基）
- 2006年：《愛裡重圓》 （與張崇基、劉美娟）
- 2010年：《相信.愛》 （與劉美娟）
- 2011年：《童來讚頌》（兒童福音專輯、張崇德監製）

### 兒歌
- 1994年：日本動畫龍珠香港版主題曲 - 《龍珠94》（與張崇基合唱）
- 1994年：《想你聽我唱》（與張崇基合唱）
- 1994年：《十年前沖過一次涼》（與張崇基合唱）
- 1995年：《齊來唱新歌》（與張崇基合唱）
- 1995年：日本動畫元氣爆發香港版片頭曲 - 《元氣爆發》（與張崇基合唱）
- 1995年：日本動畫飛天少女豬香港版插曲 - 《我不怕》

### 其他歌曲
- 2015年：《想搭很難》（與張崇基合唱、毛記電視）
- 2022年：《天長地久》

## 獎項

### 1994年
- 香港電台 十大中文金曲──最有前途新人獎組合 銀獎
- 商業電台 叱咤樂壇流行榜──叱咤樂壇生力軍組合 銅獎
- 新城電台 新城勁爆頒獎禮──香港勁爆新登場樂隊  銀獎
- 無綫電視 兒歌金曲頒獎典禮──十大兒歌金曲《想你聽我唱》

### 1995年
- 無綫電視 兒歌金曲頒獎典禮──十大兒歌金曲《齊來唱新歌》

### 2016年
- 毛記電視 第一屆十大勁曲金曲分獎典禮──十大勁曲金曲 第六位 《想搭很難》

## 節目主持

### 電視節目
- 1993年2月─1996年3月：無綫電視《兒歌新天地》
- 1996年4月─1997年4月：無綫電視《完全智力遊戲》
- 1996年10月：無綫電視《好好玩反斗遊樂場》
- 1999年─2001年：無綫電視《星晨旅遊真的感受 系列》
- 1999年─2000年：影音使團《神光2000》

### 網上節目
- 2000年：《很德基音樂套餐》

### DBC數碼電台
- 2014年：《繾綣星光下》
- 2014年：《說得出的慢活》
- 2014年：《愛唱才會贏》

## 其他

### 舞台劇演出
- 2015年4月10日－19日《劇場空間》《香港有個BOLLYWOOD》飾 Ricky
- 2017年9月15日－17日 原創大型音樂劇《馬丁路德》

### 著作
- 《莫名奇妙》 拾出版 ISBN 9628870246
- 《簡易樂理101》 主流文化 ISBN 9789889849269
- 《讓孩子學會輸得起》 爸媽學堂 ISBN 9789888156191 (與劉美娟合著)
- 《活德精彩》 一丁文化 ISBN 9789881699695
- 《藝人．偽人？：演藝界基督徒之路》 升出版 ISBN 9789881505804
- 《被遺忘的歌德情書》 主流出版 ISBN 9789889849252
- 《音樂教養 - 音樂培育孩子的8個美好》亮光文化 ISBN 9789888605507

### 代言
- 2015年：速食逆襲（麵食）

## 外部連結
- MMP導師簡介 （页面存档备份，存于）
- 張崇德的新浪微博
- 張崇德的Instagram帳戶
- 張崇德在互联网电影资料库（IMDb）上的資料（英文）（英文）
- 張崇德在香港影庫上的簡介
- 張崇德在时光网上的簡介（简体中文）
- 張崇德的Facebook專頁
- 張崇德的故事 （页面存档备份，存于）